# Червоний газ
«Червоний газ» (або «Товариш з центру») — радянський німий художній фільм, знятий в 1924 році за мотивами роману В. Зазубріна «Два світи» на честь п'ятиріччя звільнення Новомиколаївська від Білої армії.

## Сюжет
Сюжет картини складається з епізодів протистояння робочого підпілля і сільських партизан силам Білої армії. Головний персонаж — сільська дівчина Варвара, що підтримує зв'язок між підпільниками і партизанами. На завершення фільму білогвардійці здають місто.

## У ролях
- Маргарита Горбатова —  Варвара Чєпалова
- Є. Черепанов —  товариш з центру
- Іван Калабухов —  Чєпалов, батько Варвари
- Михайло Ленін —  адмірал Колчак
- Володимир Гарденін —  Андрій Беспрозванний, підпільник
- Архип Бартенєв —  голова партизан Косих
- Дементьєв —  поручик Нагібін
- Володимир Афанасьєв —  партизан Юрганов
- Костянтин Шестлінцев —  полковник Орлов
- Сергій Троїцький —  генерал Трегубов
- С. Морозов —  шахтар
- Леонід Далевич —  чеський офіцер
- Є. Саладіна —  медсестра
- Ковальський —  начштабу
- Георгій Пожарницький —  білогвардієць
- Емілія Шиловська — епізод
- Микола Сєвєров — епізод

## Знімальна група
- Режисер — Іван Калабухов
- Сценарист — Володимир Зазубрін
- Оператор — Марк Ізраїльсон-Нальотний